# Jásztelek
Jásztelek is een plaats (község) en gemeente in het Hongaarse comitaat Jász-Nagykun-Szolnok. Jásztelek telt 1770 inwoners (2001).